# Questão Coimbrã
A Questão Coimbrã (também conhecida como Questão do Bom Senso e Bom Gosto) foi uma célebre polémica literária que marcou a visão da literatura em Portugal na segunda metade do século XIX.
Opôs os vários membros daquela que viria a ser conhecida como “Geração de 70” (que, à data da contenda, estudavam em Coimbra), portadores da “Ideia Nova” europeia do Realismo e Naturalismo, aos seus antecessores (muitos dos quais, seus professores em Coimbra), marcadamente românticos. 
Em 1865, António Feliciano de Castilho (velho poeta romântico) publica um posfácio elogioso ao “Poema da Mocidade” de Pinheiro Chagas (também romântico), aproveitando a ocasião para censurar o grupo de jovens da Escola de Coimbra. Acusa-os de exibicionismo, de obscuridade, de tentarem subverter a noção de poesia e, finalmente, de falta de “bom senso e bom gosto”.
A carta de resposta de Antero de Quental (diretamente mencionado no posfácio) a esta provocação, foi por ele intitulada de “Bom Senso e Bom Gosto” e como que oficializou a contenda. Nesta carta são atacados “os valores convencionais das camarilhas instaladas”, demonstrando-se grande ânsia de modernização.
Sublinhe-se apenas que, apesar de extremamente conotado com o romantismo português, a obra de Castilho é, geralmente, considerada medíocre, sendo a relevância do autor mais notória no que toca ao apadrinhamento de outros escritores (prática que levaria Antero a chamar aos prefaciados por Castilho a “Escola do Elogio Mútuo”).

## Breve História
Castilho tornara-se um padrinho oficial dos escritores mais novos, tais como Ernesto Biester, Tomás Ribeiro ou Manuel Joaquim Pinheiro Chagas. Dispunha de influência e relações que lhe permitiam facilitar a vida literária a muitos estreantes, serviço que estes lhe pagavam em elogios.
Em redor de Castilho formou-se assim um grupo em que o academismo e o formalismo vazio das produções literárias correspondia à hipocrisia das relações humanas, e em que todo o realismo desaparecia, grupo que Antero de Quental chamaria de «escola de elogio mútuo». Em 1865, solicitado a apadrinhar com um posfácio o Poema da Mocidade de Pinheiro Chagas, Castilho aproveitou a ocasião para, sob a forma de uma Carta ao Editor António Maria Pereira, censurar um grupo de jovens de Coimbra, que acusava de exibicionismo, de obscuridade propositada e de tratarem temas que nada tinham a ver com a poesia, acusava-os de ter também falta de bom senso e de bom gosto. Os escritores mencionados eram Teófilo Braga, autor dos poemas Visão dos Tempos e Tempestades Sonoras; Antero de Quental, que então publicara as Odes Modernas, e um escritor em prosa, Vieira de Castro, o único que Castilho distinguia.
Antero de Quental respondeu com uma Carta Aberta publicada em folheto dizendo que os românticos estão "ultrapassados" . Nela defendia a independência dos jovens escritores; apontava a gravidade da missão dos poetas da época de grandes transformações em curso e a necessidade de eles serem os arautos dos grandes problemas ideológicos da actualidade, e metia a ridículo a futilidade e insignificância da poesia de Castilho.
Ao mesmo tempo, Teófilo Braga solidarizava-se com Antero no folheto Teocracias Literárias(eBook), no qual afirmava que Castilho devia a celebridade à circunstância de ser cego. Pouco depois Antero desenvolvia as ideias já expostas na Carta a Castilho no folheto A Dignidade das Letras e Literaturas Oficiais, evidenciando a necessidade de criar uma literatura que estivesse à altura de tratar os temas mais importantes da actualidade. Seguiram-se intervenções de uma parte e de outra, em que o problema levantado por Antero ficou esquecido. Provocou grande celeuma o tom irreverente com que Antero se dirigiu aos cabelos brancos do velho escritor, e a referência de Teófilo à cegueira dele.
Foi isto o que mais impressionou Ramalho Ortigão, que num opúsculo intitulado A Literatura de Hoje, 1866, censurava aos rapazes as suas inconveniências, ao mesmo tempo que afirmava não saber o que realmente estava em discussão. Este opúsculo deu lugar a um duelo do autor com Antero. Mas outro escrito, este de Camilo Castelo Branco, favorável a Castilho — Vaidades Irritadas e Irritantes — não suscitou reacções. Na realidade nada foi acrescentado aos dois folhetos de Antero durante os longos meses que a polémica durou ainda. Eça de Queiroz, em O Crime do Padre Amaro, de forma implícita, toma parte dos jovens literários.

## Romantismo vs. Realismo
Apesar de a Questão Coimbrã ir muito além de uma simples disputa entre diferentes concepções de arte, é necessário entender aquilo em que cada um dos opostos acreditava. É inultrapassável a diferença entre a “Escola do Elogio Mútuo” — que defendia uma arte conservadora e presa no marasmo da tradição literária — e a perspectiva dos jovens da “Geração de 70” que, numa tentativa de trazer a Portugal a modernidade europeia, consideravam que a arte deveria estar ao serviço das transformações sociais, retratando a realidade tal como ela seria e fazendo da poesia “a voz da revolução”.
Explore-se então esta temática:
À época da Questão Coimbrã, o estilo literário vigente em Portugal, e do qual não advinham quaisquer inconveniências, era o romantismo/ultra-romantismo. Este movimento exaltava o instinto, as emoções e os sentimentos, embelezando a realidade em nome da Arte.
Em oposição, surgiu o Realismo, que pretendia tratar a realidade e os factos tal como eram, rejeitando toda a subjectividade e idealização através de uma reprodução objectiva da realidade social.
A Escola de Coimbra era especialmente admiradora do género criado por Víctor Hugo, o romance social, que permitia conciliar o apelo das emoções (tão eficaz para demover o público) e o retrato fiel da miséria social.
Extrai-se a diferença profunda entre românticos e realistas em Portugal: enquanto os primeiros tomam a Arte como fim em si mesma, os realistas orientam o fim daquela para a denúncia dos males sociais, de forma a promover a evolução da sociedade. Para rematar a noção do que seria o Realismo para aqueles que tanto se esforçavam por implantá-lo, veja-se as seguintes citações de Eça de Queiroz. 

Na 4.ª Conferência do Casino Lisbonense: 
“(O Realismo) É a análise com o fito na verdade absoluta (…) é uma reacção contra o romantismo: o romantismo era a apoteose do sentimento; o realismo é a anatomia do carácter. É a crítica do homem. É a arte que nos pinta a nossos próprios olhos para nos conhecermos, para que saibamos se somos verdadeiros ou falsos, para condenar o que houver de mal na nossa sociedade”. 
Numa carta a Rodrigues de Freitas em 1878:
“O Realismo (…) é a grande evolução literária do século e é destinado a ter na sociedade e nos costumes uma influência profunda. O que queremos nós do Realismo? Fazer o quadro do mundo moderno, nas feições em que ele é mau, por persistir em se educar segundo o passado." 

## Antecedentes da Polémica

### Primeiro confronto entre Antero de Quental e António Feliciano de Castilho
No ano de 1862 decorreu um dos diversos saraus no teatro académico de Coimbra. Castilho, como habitualmente fazia, esteve presente de forma a divulgar e promover o seu “Método Repentino”. Nesse dia, os poetas que não concordavam com a visão de Castilho recusaram-se a entrar em palco. No entanto, a pedido do seu tio Filipe de Quental, Antero entra em palco. Porém, surpreende todos os presentes ao recitar com violência e paixão as polémicas estrofes de abertura das Odes Modernas, livro que viria a ser publicado no ano de 1865.
Apesar de provocado, devido ao statu quo inerente Castilho abraçou Quental, saudando como "um poeta de génio". As aparências mantiveram-se, mas a oposição ficou semeada.

### 1865 - Publicação das "Odes Modernas" de Antero e do "Poema da Mocidade" de Pinheiro Chagas
A publicação das "Odes Modernas" de Antero de Quental em 1865 criou um impacto geral, tanto nos apoiantes dos ideais de Quental como na geração anterior que parecia temer qualquer tentativa de inovação. 
Nas "Odes Modernas"  podemos ver expresso:
- Um desejo de inovação artística;
- Uma valorização das ciências e da sua aplicação nas Humanidades (crença no positivismo);
- Uma preocupação social evidenciada pelo apontamento da gritantes desigualdades sociais, em que enaltece o trabalho árduo mas nunca valorizado ou devidamente compensado da classe trabalhadora, em oposição ao ócio e luxo despropositado da classe superior.

Várias críticas foram feitas nos jornais da época, tanto em defesa do trabalho de Antero, como em oposição. Um escritor em especial fez o seu critismo sobressair. Manuel Pinheiro Chagas, protegido de Castilho, deixa a sua irónica crítica no Jornal de Comércio a não só Antero mas também Teófilo Braga.
A mando de Castilho, Eduardo Vidal ataca também Antero numa série de folhetins intitulados “A Crítica”.
Mais tarde no mesmo ano, em Outubro, Pinheiro Chagas publica o seu “Poema da Mocidade”. Encarregado de escrever o Prefácio (que se chamaria “Carta ao Editor Pereira”) para a obra do seu protegido, Castilho aproveita a oportunidade para, através do seu habitual palavreado elaborado, fazer violentas alusões a Antero de Quental, Teófilo Braga e a Vieira de Castro (que nada tinha que ver com o assunto). Esta carta, que constata a fraca opinião de Castilho em relação à credibilidade destes jovens escritores, é mais do que provocação suficiente para originar uma resposta de Antero de Quental, dando início da toda a polémica.

## A Ruptura
É no prefácio dos “Contos da Solidão” de Manuel Ferreira da Portela, escrito por Antero, que este último começa a anunciar a sua resposta a provocação do posfácio de Castilho no “Poema da Mocidade”. 

O texto começa numa clara alusão a Castilho que demostra disposição para entrar numa polémica:
“Isto não é uma crítica, e menos ainda um elogio. A crítica deixemo-la aos sabedores de regras horacianas, aos levitas das unidades aristotélicas, aos académicos, que bem se entendam com ela.” 
Continua referindo-se, em tom provocatório, aquela que ele mesmo viria a denominar como "Escola do Elogio Mútuo" (Castilho e seus protegidos):
“O elogio, esse é outra cousa. É moeda corrente na literatura contemporânea (…)".

### "Bom Senso e Bom Gosto"[5]
É pouco depois deste prefácio que, acabando de vez com todas as provocações discretas, Antero redige uma carta explícita de ataque a Castilho, intitulada “Bom Senso e Bom Gosto”. Ressaltam-se nesta carta vários pontos furais.
Começa por explicar que escreve a carta por dois motivos:
1- Porque por não ambicionar qualquer reputação na sua época pode criticar com isenção os que têm essa posição de renome e reconhecimento e o seu modo de trabalho.
2- Por necessidade moral. Considera ter de defender a verdade e a justiça, vendo naqueles que ataca “o mal profundo que as coisas miseráveis representam; uma grande doença moral acusada por uma pequenez intelectual”.
Procede, afirmando que a "Escola de Coimbra" é olhada de lado pelos românticos por vários motivos:
- Pela sua vontade de inovar.
- Por não recear quebrar as regras da literatura oficial (atrofiada por um marasmo padronizado sem verdadeira criação).
- Por cada um se guiar apenas pela própria consciência e reclamar para sí uma plena liberdade criadora que até aí era ignorada, sem “pedir licença” aos “mestres” (grandes nomes da literatura oficial - Castilho e seus protegidos).

Ou seja, Antero acusa Castilho de começar uma guerra não contra a “Ideia Nova” em sí mesma mas sim contra a irreverência dos que a tentam proclamar. Vai mais longe ainda acusando-o e a todos os escritores da literatura oficial de ignorarem toda a possibilidade de inovação, considerando isso “(…) levantar a mão roubadora contra o património sagrado da humanidade - o futuro (…) e “atrofiar as ideias e os sentimentos das cabeças e dos corações que têm de vir.” 
Seguidamente, descreve as características básicas de um escritor e o porquê da “Escola do Elogio Mutuo” não as possuir. Afirma que um escritor deve ver-se livre de preconceitos, ambições, “respeitos inúteis”, vaidades e orgulhos guiando-se pela independência do seu pensamento, de forma a alcançar a indispensável “elevação moral”. 
Aos “outros” acusa de fazerem “(…) da poesia instrumento das suas vaidades”. Desenvolve: “Preferem imitar a inventar (…). Repetem o que está dito há mil anos, e fazem-nos duvidar se o espírito humano será uma estéril e constante banalidade.” Produzem, assim, obras “(…) para agradar ao ouvido, mas estéril para o espirito”.
Continua, alertando para a necessidade de Portugal se abrir à inovação decorrente na restante Europa, salientando o atraso de mentalidade em Portugal relativamente ao resto do continente: “(…) quem pensa e sabe hoje na Europa não é Portugal, não é Lisboa, cuido eu: é Paris, é Londres, é Berlim."
Mas o que mais faz questão de sublinhar, ao longo da carta, é a falta de uma motivação digna para a escrita de Castilho e restantes românticos portugueses. Em contraposição com isto salienta a necessidade do ideal na escrita, definindo-o:
“O ideal quer dizer isto: desprezo das vaidades; amor desinteressado da verdade; preocupação exclusiva do grande e do bom; desdém do fútil, do convencional; boa fé; desinteresse; grandeza de alma, simplicidade; nobreza; soberano bom gosto e soberaníssimo bom senso (…).”
Esta definição resume também de forma sucinta todas as caraterísticas consideradas por Quental essenciais a um escritor digno de seu desígnio. Claro está, porém, que não as via em Castilho:
“Os versos de V. Ex.ª não têm ideal (…).  V.Ex.ª diz tudo quanto se pode dizer sem ideias (…).
Mas, Exº Sr., será possível viver sem ideal? (…) Fora de Lisboa, isto é, no resto do mundo (…) nunca puderam passar sem essas magníficas inutilidades.”
Na conclusão da carta, Antero afirma que tinha “ainda muito que dizer” mas que teme “no ardor do discurso, faltar ao respeito a V. Ex.ª, aos seus cabelos brancos.” Elabora que não sabe como há-de, sem parecer um jovem pretensioso, explicar estas coisas elementares a um idoso, que, ainda para mais, como refere, fora seu professor de Francês. Todavia confessa que as “pequeninas coisas” que saem da mente de Castilho não merecem qualquer “admiração”, “respeito” ou “estima”. Lamenta, ironicamente, não poder admirá-lo mas justifica-se acusando-o por fim de “futilidade”, sugerindo-lhe “menos cinquenta anos de idade, ou então mais cinquenta de reflexão.”  
Remata em tom irreverente: 
“Nem admirador nem respeitador
Antero de Quental”

## Ramalho Ortigão e a "Literatura de Hoje"
Ao contrário do que nos parece agora lógico, Ramalho Ortigão (que mais tarde, depois a viagem cultural em Paris em 1868, viria, tal como Antero, a fazer parte das Conferências do Casino e da “Geração de 70”) sai, nesta altura, em “semidefesa” de Castilho, no folheto “A Literatura de Hoje”.
Começando por definir em que consiste a crítica e explicar que esta é uma ocorrência natural mal se publica uma obra, o que Ramalho de facto pretende criticar em Antero é a maneira como este ataca Castilho. Ramalho considera que muitas das acusações que Antero faz a Castilho são de carácter pessoal, considerando-as, por isso, pouco credíveis. Em consequência, acusa Antero de cobardia por “gozar” com a velhice e cegueira (real) de Castilho. 
Apesar disto, e de defender em longos elogios o escritor Pinheiro Chagas, Ortigão não deixa de criticar Castilho. Percebe-se, então, que Ramalho não discordava completamente da opinião de Antero de Quental, mas sim da maneira como este a escolheu exprimir.
Porém, nada muda a irritação e ofensa que Antero sentiu ao ler a o folheto. Em consequência dessa leitura, Quental dirige-se imediatamente ao Porto exigindo um duelo contra Ortigão, a fim de defender a sua honra, que considera por ele atingida. Camilo Castelo Branco tenta apaziguar Antero e demover os dois do confronto, mas Quental considera as justificações que lhe são oferecidas insuficientes. Assim, em Fevereiro de 1866, Antero de Quental e Ramalho Ortigão estiveram frente a frente empenhando as espadas. Antero acerta no braço de Ramalho dando por terminado o duelo e saindo vencedor. 
Como se sabe, as divergências entre os dois escritores viriam a ser ultrapassadas mal estes se apercebessem do quanto tinham em comum. Apesar deste desacato, Quental e Ortigão viriam a ser bons amigos.

## A segunda carta de Antero: "A Dignidade das Letras e as Literaturas Oficiais"[2]
Em Dezembro de 1865 Antero de Quental escreve uma segunda carta dirigida a Castilho onde pretende esclarecer o seu controverso ponto de vista, de modo a responder às acusações que lhe haviam sido feitas. 
Começa por explicar o motivo desta nova carta - a defesa da verdade - “defender a liberdade e a dignidade do pensamento”.

Continua, criticando as "literaturas oficiais" pelo seu comodismo e pela sua indeferênça em relação ao estado do país, à inovação artística e ao valor da Razão e do pensamento indiviual. As suas acusações não perdem qualquer severidade, como podemos observar:
(Em relação às "literaturas oficiais") “Literatura que respeita mais os homens que a santidade do pensamento, a independência da inspiração; que pede conselho às autoridades encartadas; que depende dum aceno de cabeça dos vizires académicos; essa literatura não é livre (…)”.
“(…) o Sr. Castilho, é o maior inimigo da poesia portuguesa(…)”
O que defende, em oposição ao que acusa, é uma literatura independente, que não receia desaprovação oficial e, que defende as suas próprias ideias, ou seja, que “busca o bem, o belo, o verdadeiro”. Para percebermos a opinião de Quental sobre a atuação das “literaturas oficias” e do seu lirismo romantico neste sentido, atentemos na seguinte citação da carta:
“(…) as literaturas oficiais, governamentais, subsidiadas, pensionadas, rendosas, para quem o pensamento é um ínfimo meio e não um fim grande e exclusivo; para quem as ideias são uns instrumentos de fortuna mundana (…) não buscam a verdade pela verdade, a beleza pela beleza, mas só a verdade pelo prémio e a beleza pelo aplauso (…)”.
Por fim, Antero salienta vivamente a necessidade de uma literatura que seja realmente do seu povo, que o defenda e enalteça, que aponte os males, as desigualdades e as misérias socias que reinam no país e que há tanto vinham sendo ignoradas pelos poderosos. Atente-se nas expressões demonstrativas:
“Mas a nação, a nação verdadeira, não sois vós, senhores do funcionalismo, parasitas, ociosos, improdutivos. A nação portuguesa são três milhões de homens que trabalham, suam, produzem, activos e honrados (…)”
“As literaturas oficiais serão tudo e de todos — do governo, da academia, do agrado dos botequins e das gazetas, serão ricas, estimadas, lisonjeadas - só não serão jamais nacionais e do coração do povo!”
Conclui-se o grande problema que Quental via na literatura portuguesa romântica: a sua recusa em encarar os problemas da nação, deixando-se ficar apenas pelo uso vazio de um palavreado caro que deveria agradar sempre aos mesmos e que nunca procurava inovar pois em tal não via necessidade, se tudo se passava tão lisonjeiramente como estava.
Foi precisamente a polémica da Questão Coimbrã que veio destabilizar o ocioso e comfortável marasmo em que se encontrava a literatura portuguesa da época.

## Intervenção em 1866
Durante o ano de 1866 saíram múltiplos textos de diversos escritores que, de algum modo, se relacionavam com a Questão Coimbrã. Entre esses textos destacam-se as, já referidas, “Literaturas de Hoje” de Ramalho Ortigão e as “Vaidades Irritadas e Irritantes” de Camilo Castelo Branco (ambos publicadas em Janeiro desse ano).
Camilo, amigo de longa data de Castilho, tentou longamente manter-se afastado de toda a polémica. Porém, os pedidos constantes de Castilho para que este interviesse a seu favor, levam-no a finalmente manisfestar-se em 1866. No entanto esta sua intervenção é bastante moderada e acaba por criticar tanto o modo como Antero ataca Castilho como o fraco valor da escrita de Castilho. Adicionalmente, elogia e reconhece todo o mérito a Teófilo Braga.

## Legado
A Questão Coimbrã constituíu uma das mais importantes e primeiras manifestações do desejo de inovação na literatura portuguesa do século XIX. O confronto entre a velha geração romântica e a nova geração crente no realismo, positivismo e na necessidade de intervenção da arte na sociedade, era inevitável. Esta polémica marca essa rutura entre uma concepção comodista e conveniente da arte por uma nova que deve mostrar-se independente e interventiva. 
Várias das personalidades envolvidas nesta Questão enquanto estudavam em Coimbra reunem-se mais tarde, em Lisboa. Aí, Antero de Quental, Teófilo Braga e Eça de Queirós juntam-se a Ramalho Ortigão, Oliveira Martins e Guerra Junqueiro (entre outros) e criam, em 1871, as Conferências Democráticas do Casino Lisbonense. Estas Conferências pretendem analisar várias questões civicamente relevantes, refletindo sobre temas como política, sociedade, ensino, literatura ou religião. Devido à defesa, por parte deste grupo, de ideais republicanos e liberais (entre outros considerados novos e controversos), as Conferências acabam por ser proibidas pelo Governo que as reconhece como opostas às “leis do reino e o Código Fundamental da Monarquia”.
Este grupo de pensadores, que viria a ser conhecido como “Geração de 70”, foi fulcral na sua tentativa de trazer alguma modernidade a Portugal. Alcançaram importantes cargos e escreveram várias obras que compravam a sua influência. Sublinhe-se, por exemplo a relevância de obras como “Os Maias” e “O Crime do Padre Amaro” de Eça de Queirós, “As Farpas” de Eça e Ramalho Ortigão, ou até mesmo as “Odes Modernas” de Antero de Quental. Teófilo Braga viria, aliás, a tornar-se, em 1910, Presidente do Governo Provisório e em 1915, Presidente da República Portuguesa. 
Apesar de tudo isto, no fim da sua vida, esta geração não vê em Portugal todos os avanços com que tinha sonhado. Assim, não considerando a sua missão um sucesso concluído, proclamam-se ironicamente “Os Vencidos da Vida”.

## Informação extra: "Um Génio que era um Santo"[6]5
Eça de Queiroz foi amigo cordial de Antero toda a sua vida, tendo o poeta um profundo impacto nas suas próprias opiniões. Após o suicídio de Antero, Eça, profundamente sentido, escreve-lhe um elogio fúnebre intitulado “Um Génio que era um Santo”. Algumas citações deste texto comprovaram decerto o carácter bem intencionado e honesto de Antero, bem como a sua determinação, inteligência e relevância no contexto literário e cultural português. Abaixo encontra-se também, no ponto 3, um excerto do elogio diretamente referente ao significado da Questão Coimbrã. "Um Génio que era um Santo" poderá constituir uma das mais belas e enternecedoras declarações de amizade e admiração já escritas. Daí esta alusão à referida obra, cuja leitura se recomenda vivamente.
- 1 — O texto inicia-se com um relato de uma noite em Coimbra em que Eça se depara com um homem sendo ouvido por várias pessoas a improvisar. Esse homem era Quental:

“[…] também me sentei num degrau, quase aos pés de Antero que improvisava, a escutar, num enlevo, como um discípulo. E para sempre assim me conservei na vida. […]
Foi isto, creio eu, em 1862 ou 1863. […] Nesse tempo ele era em Coimbra, e nos domínios da inteligência, o Príncipe da Juventude.”
- 2 — Em relação à influência dos tempos universitários, onde era já evidente a contrariedade existente entre a geração de Eça e Quental e a geração romântica (á qual vários dos seus professores pertenciam):

“No meio de tal Universidade, geração como a nossa só podia ter uma atitude – a de permanente rebelião. Com efeito, em quatro anos, fizemos, se bem me recordo, três revoluções, com todos os seus lances clássicos, manifestos ao Pais, pedradas e vozearias, uma pistola ferrugenta debaixo de cada capa, e as imagens dos reitores queimadas entre as danças selváticas. A Universidade era, com efeito, uma grande escola de revolução: – e pela experiência da sua tirania aprenderíamos a detestar todos os tiranos, a irmanar com todos os escravos."
- 3 — Referindo-se diretamente à polémica da Questão Coimbrã:

“E enfim foi ele ainda que se rebelou contra outro e bem estranho despotismo, o da Literatura Oficial, na tão famosa e tão verbosa Questão Coimbrã, já não é fácil, depois de tantos séculos, relembrar os motivos dogmáticos por  que se esgadanharam as duas literaturas rivais, de Coimbra e de Lisboa... O velho  Castilho, contra quem se ergueram então tantas lanças e tantos folhetos, não se petrificara realmente numa forma literária que pusesse estorvo à delgada corrente do espírito novo. […] houve dignidade e beleza no seu prolongado amor das Letras e das  Humanidades. (Seriam hoje úteis, entre nós, um ou dois Castilhos.) Em todo o caso,  relativamente a Antero de Quental e a Teófilo Braga, o vetusto árcade mostrou intolerância e malignidade, deprimindo e escarnecendo dois escritores moços, portadores de uma ideia e de uma expressão próprias, só porque eles as produziam sem  primeiramente, de cabeça curva, terem pedido o selo e o visto para os seus livros à Mesa Censória, instalada sob a seca olaia do seco cantor da «Primavera». O protesto de Antero foi portanto moral, não literário. A sua faiscante carta «Bom  Senso e Bom Gosto» continuava, nos domínios do pensamento, a guerra por ele encetada contra todos os tiranetes, e pedagogos, e reitores obsoletos, e gendarmes  espirituais, com que topava ao penetrar, homem livre, no mundo que queria ser livre. Para Teófilo Braga, essa luta coimbrã foi essencialmente uma reivindicação do espírito crítico; para os outros panfletários, todos literatos ou aliteratados, uma afirmação de  retórica;–para Antero, de todo alheio ao literatismo, um esforço da consciência e da liberdade. Por isso o seu ataque sobretudo nos impressionou, não só pelo brilho superior da sua ironia, mas pela sua tendência moral, e pela quantidade de revolução que continha aquela altiva troça ao déspota do purismo e do léxico.”
- 4 — Algumas afirmações sobre o seu carácter:

"Mas é certo que ele se afirmou sempre como o grão-capitão das nossas revoltas."
“Antero era não só um chefe – mas um Messias. Tudo nele o marcava para essa missão, com um relevo cativante: até a bondade iniciadora do seu sorriso […].” 
“Mas sobretudo se impunha pela sua autoridade moral. Antero era então, como  sempre foi, um refulgente espelho de sinceridade e retidão.”
“Conviver então com Antero foi um encanto e uma educação. Não conheço virtude que ele não exercesse […]”.
" […] verdadeiramente Santo Antero, irradiava bondade."
- 5 — Rematando com:

“[…] em Antero de Quental, me foi dado conhecer, neste mundo de pecado e de escuridade, alguém, filho querido de Deus, que muito padeceu porque muito pensou, que muito amou porque muito compreendeu, e que, simples entre os simples, pondo a sua vasta alma em curtos versos – era um Génio e era um Santo.”

## Ligações Externas
- https://www.infopedia.pt/$questao-coimbra
- Obras digitalizadas de António Feliciano de Castilho. Biblioteca Nacional Digital.
- https://www.infopedia.pt/$conferencias-democraticas-do-casino-lisbonens
- https://bibliotecaebsvelas.weebly.com/uploads/3/1/9/1/31915525/contos.pdf

1. ↑  Salgado, António. (1930). História das Conferências do Casino (1871). [S.l.]: Tip. da Cooperativa Militar. OCLC 253583848
2. 1 2 3 4 5 6 7 8  Ferreira, Alberto e Marinho (1999). Antalogia de Textos da Questão Coimbrã. Lisboa: Litexa Editora
3. ↑  Quental, Antero de, 1842-1891, author. Odes modernas. [S.l.: s.n.] OCLC 941070102
4. 1 2  Ferreira, Alberto e Marinho (1990). Antalogia de Textos da Questão Coimbrã. Lisboa: Litexa Editora
5. ↑  Ferreira, Alberto. (1989). Bom senso e bom gosto : (a questão Coimbrã). [S.l.]: Imprensa Nacional, Casa da Moeda. OCLC 159896182
6. 1 2 3 4 5 6 7 8 9 10 11  de Queirós, Eça. «Elogio Fúnebre "Um Génio que era um Santo"» (PDF). Biblioteca Escolar